# Euplectrus alejandrovalerioi
Euplectrus alejandrovalerioi  (лат.) — вид мелких паразитических наездников рода Euplectrus из семейства Eulophidae (Chalcidoidea) отряда перепончатокрылые насекомые. Паразитоиды гусениц бабочек. Центральная Америка: Коста-Рика.

## Описание
Длина 1,7 мм. Усики и скапус желтовато-белые. Скутеллюм гладкий, голова блестящая. Шпоры задних голеней длинные, длиннее первого членика задних лапок. Щитик без продольных борозд. Усики с 6 флагелломерами, включая 2-члениковую булаву. Голова и грудка тёмные (буровато-чёрные), ноги и брюшко светлее. Групповые наружные паразиты (эктопаразитоиды) гусениц бабочек-пядениц Iridopsis herse (Geometridae), питающихся на растениях Cochlospermum vitifolium (Bixaceae). Окукливаются в своих шёлковых коконах рядом со съеденной гусеницей хозяина. Вид был впервые описан в 2015 году английским гименоптерологом Христером Хэнссоном (Christer Hansson; The Natural History Museum, Лондон, Великобритания) и назван в честь Алехандро Валерио (Alejandro A. Valerio) за его вклад в исследование таксономии отряда перепончатокрылых насекомых (Hymenoptera).